# Elektra Records
Pour les articles homonymes, voir Elektra.
Elektra Records est une compagnie d'édition musicale, réputée pour les stars du rock qu'elle a produites, comme Love, The Doors, Metallica, Mötley Crüe, Queen, The Stooges ou encore Buffalo Springfield.

## Historique
Le label Elektra est créé par Jac Holzman, étudiant de 19 ans, passionné de musique classique et de folk, fin 1950, avec les 300 $ de sa Bar Mitsva et par un investissement identique venant d'un copain étudiant, Paul Rickholt. Il commence par éditer un disque de chant classique, puis un autre, de folk, en 1952. C’est dans ce domaine que la maison se spécialise tout d’abord, produisant plusieurs artistes folk américains ou mexicains. La maison produit également des recherches sur le son de certains artistes. En 1965, elle se diversifie avec, entre autres, un groupe pop, The Lovin' Spoonful, un groupe de blues, The Paul Butterfield Blues Band, The Doors ou le groupe underground Love.
Elle est rachetée en 1970 par Warner Communications Inc. (qui s'appelait alors Warner-Seven Arts), pour 10 millions de dollars. Holzman reste à la tête du label pendant trois ans, jusqu'à ce que David Geffen prenne la direction d'une combinaison Elektra-Asylum, au sein du groupe Warner.
Elektra est créé en France en 2016, sous le nom d'Elektra France.

## Identité visuelle (logo)

Ancien logo
Ancien logo jusqu'en 2022
Logo depuis 2022

## Artistes

### Années 1950
- Georgianna Bannister, soprano
- Jean Ritchie

### Années 1960
- Theodore Bikel
- David Blue
- Bread (1969)
- Tim Buckley (1965)
- Paul Butterfield Blues Band
- Judy Collins (1962)
- The Doors
- Judy Henske
- Love
- The Lovin' Spoonful
- MC5
- Nuggets
- Phil Ochs
- Tom Paxton
- The Stooges
- The Voices of East Harlem
- Yes

### Années 1970
- Véronique Sanson
- Carly Simon
- Queen (1973)
- Jobriath (1973)
- The Eagles (1976)
- Television (1977)

### Années 1980
- Keith Sweat
- Anita Baker
- Simply Red (1985)
- The Cure
- The Pixies
- Tracy Chapman (1987)
- Grover Washington, Jr. (1981)
- Dokken
- Metallica (1984)
- Mötley Crüe

### Années 1990
- Björk
- Kyuss
- The Breeders
- Erasure
- They Might Be Giants
- Busta Rhymes
- Ol' Dirty Bastard
- Orange 9mm
- The Prodigy
- Missy Elliott
- Third Eye Blind
- Ziggy Marley and the Melody Makers
- Phish
- KMD

### Années 2000
- Jet
- Justice
- Nate Dogg
- Uffie
- Bruno Mars
- Reveille

### Années 2010
- Léa Paci
- Moha La Squale[3]
- Fally Ipupa
- Feder
- Ofenbach
- Timal (rappeur)
- BB Brunes
- Kaza
- Tones and I
- 13 Block
- Naë
- Hunter

### Années 2020
- Twenty One Pilots (2021)
- Avril Lavigne
- Wayne Flenory (2023)